# Nour El Ain
Nour El Ain (Luz de mis ojos en español) más conocida como Habibi (Querida mía en español) es una canción del cantante egipcio Amr Diab, perteneciente al álbum homónimo de 1996. Fue un fenómeno internacional, convirtiéndose en un éxito en Pakistán, India, Brasil, Irán, Afganistán, Chile, Argentina, Francia y Sudáfrica. Gracias a esta canción el cantante ganó el World Music Awards en el año 1997.
Esta canción aparece en la banda sonora de la telenovela brasileña El clon.